# Százados úr, sejehaj
A Százados úr ha felül a lovára egy I. világháborús katonai menetdal. Bartók Béla gyűjtötte Marosvásárhelyen 1916-ban a 22. honvéd pótzászlóalj egyik közlegényétől. A dallam román eredetű.
Feldolgozás:
| Szerző        | Mire          | Mű                                  |
| ------------- | ------------- | ----------------------------------- |
| Ludvig József | ének, zongora | Hej, Rákóczi, Bercsényi…, 15. kotta |

## Kotta és dallam
| Százados úr, sejehaj, százados úr ha felül a lovára, visszatekint, sejehaj, visszatekint az elfáradt bakákra. Ugye, fiúk szép élet a katonaélet, csak az a baj, sejehaj, csak az a baj, hogy nehéz a viselet. | Diófából, sejehaj, diófából nem csinálnak koporsót, A bakának, sejehaj, a bakának nem írnak búcsúztatót. Ágyúgolyó lesz annak a búcsúztatója, Barna kislány, sejehaj, barna kislány lesz a megsiratója. |

A szocialista rendszerben a népdalhoz mozgalmi szöveget írtak:
Leng a selyem lobogó, rőzseláng van közepébe kivarrva.

De sok magyar úttörő sorakozik, táborozik alatta.

Ugye fiúk, ugye lányok, gyöngy ez az élet?

Erdők, mezők, sejehaj, hegyek, völgyek integetnek felétek.

## Felvételek
- Százados úr, sejehaj - Az aszódi sorozóra süt a nap. Hegedűs együttes, Kaláka együttes, Szélkiáltó együttes és Kátai Zoltán  YouTube (2009. június 23.)  (Hozzáférés: 2016. szeptember 2.) (audió) 1:04-ig.
- Százados úr, sej, haj. Járóka Sándor cigányzenekara  YouTube (1964. március 11.)  (Hozzáférés: 2016. szeptember 2.) (audió)
- Százados úr, sej, haj... Csáki Tibor és Báder Béla cigányzenekara  YouTube (2011. május 15.)  (Hozzáférés: 2016. szeptember 2.) (videó) 1:22-ig.
- Százados úr, sejehaj: Lakodalmas, mulatós dalok. L'amour  www.youtube.com (2016. június 16.)  (Hozzáférés: 2016. szeptember 2.)